# Rüstung für das Kolbenturnier
Die Kolbenturnierrüstung ist eine spätmittelalterliche Turnierrüstung für das Kolbenturnier.

## Beschreibung
Die Kolbenturnierrüstung ist eine Rüstung, die aus speziellen Teilen besteht und für das sogenannte Kolbenturnier entwickelt wurde.
Die Kolbenturniere wurden etwa ab dem 15. Jahrhundert im Heiligen Römischen Reich Deutscher Nation entwickelt und ausgetragen. Im Gegensatz zu den anderen Turnieren, bei denen eine Lanze zum Einsatz kam (Hastiludia), wurden bei dieser Turnierart spezielle stumpfe Streitkolben und auch Schwerter eingesetzt.
Das letzte bedeutende Kolbenturnier wurde am Ende der Vier-Lande-Turniere 1487 in Worms ausgetragen.

## Waffen
Die Waffen waren speziell für das Turnier entwickelt und unterschiedlich zu den normalen Waffen gebaut. Das Schwert bestand aus Stahl, war aber ohne Schneide und ohne einen scharfen Ort gearbeitet. Am Knaufende war ein Ring angebracht, der zur Sicherung des Schwertes an der Rüstung diente. Diese Schwerter waren jedoch sehr schwer, wodurch allein deswegen bessere Rüstmöglichkeiten gefunden werden mussten. Der Streitkolben bestand aus Holz und hatte etwa eine Länge von 80 cm. Der Kolben wurde vom Heft zum Ort breiter. Der Querschnitt war Polygon, das Parier bestand aus einer kreisförmigen Eisenblechscheibe oder einer Nodus (Verdickung) am Heft und der Knauf war kugelförmig.
Der Einsatz dieser Waffen für das Turnier zwang die Plattner dazu besondere Teile der Rüstungen neu zu entwerfen.

## Helme

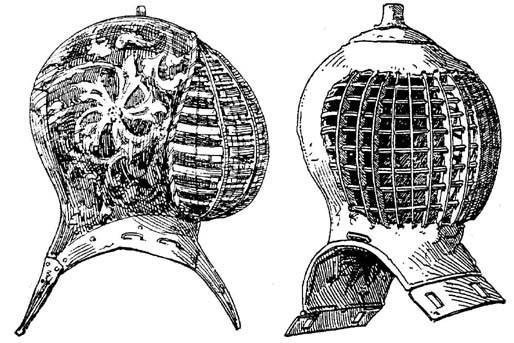
Verschiedene Visiere an Helmen für das Kolbenturnier, links mit Lederüberzug und Temperamalerei, rechts geschmiedet

Die bis dahin benutzten Helme waren zwar stark genug den Schlägen zu widerstehen, waren jedoch beim Tragen so eng am Kopf angepasst, dass trotzdem schwere Verletzungen die Folge waren. Die neuen Helme oder Kugelhelme wurden größer und kugelförmig gestaltet und lagen nur auf den Schultern und der Brust des Trägers auf. Der Kopf wurde von der Kalotte nicht berührt. Das Visier oder der Sehschlitz wurden durch ein Gitter aus Stahlstreben ersetzt. Bei manchen Versionen wurden zusätzlich zu den Streben ein Drahtgeflecht mit eingearbeitet (siehe Bild rechts). Unter den Helmen wurde eine Bundhaube (auch Hersenier oder Turnierhaube) getragen, die durch ihre starke Fütterung zusätzlich schlagdämpfend wirkte. Oben am Scheitelpunkt des Helmes befand sich ein Metallstift oder eine kleine Röhre, die zur Befestigung des Zimiers diente.
Die Helme wurden in zwei unterschiedlichen Versionen hergestellt. Eine Version bestand im ganzen aus einem Gerüst aus Stahlstreben, die mit einer Abdeckung aus gekochtem („gesottenen“), starken Rindsleder überzogen wurden. Dieses Leder wurde mit Kalk überzogen und mit Temperafarben in den Farben des Trägers bemalt. Die zweite Version bestand aus einer stählernen, geschmiedeten Kalotte, an der das Gittervisier angesetzt wurde. Über die geschmiedete Version wurde zumeist eine Helmdecke getragen, die an den Rändern ausgefranst („gezaddelt“) war. Die Befestigung der Helme an der übrigen Rüstung geschah durch Eisenbänder, die an auf dem Brustharnisch befindlichen Naben befestigt wurden.
Eine ähnliche Form haben die sogenannten heraldischen Helme, die aber mit den Kolbenturnierhelmen nicht verwechselt werden dürfen.

## Brustpanzer

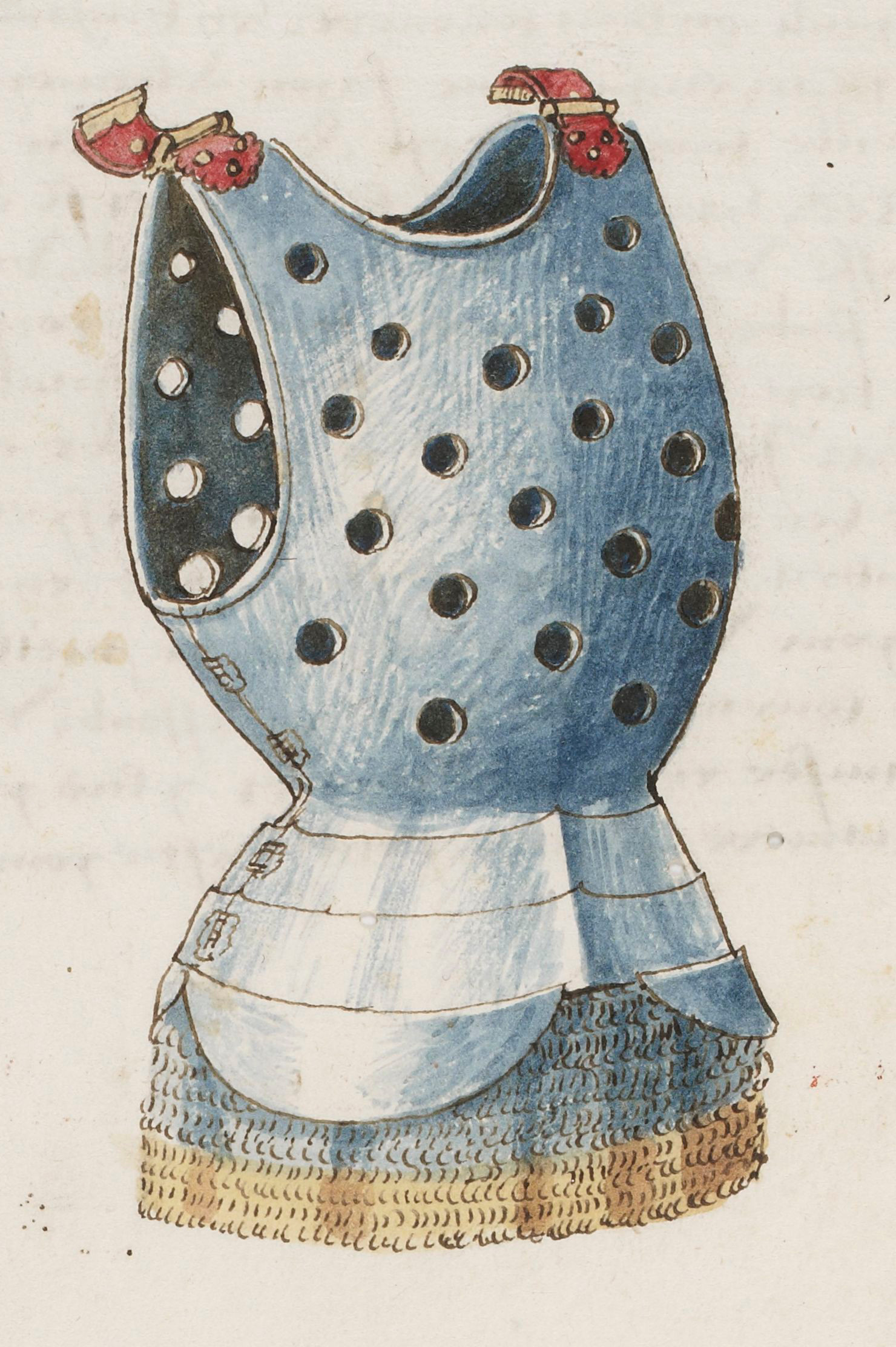
Gelochter Brustpanzer für das Kolbenturnier

Der Brustpanzer bestand zum Beginn der Kolbenturniere aus gesottenem Leder, das als Lentner mit schweren Metallnägeln beschlagen war. An jeder Körperseite waren je ein schwerer Eisenring angebracht, der dazu diente, die Waffen mit Hanfschnüren am Lentner zu befestigen und vor dem Verlust während des Kampfes zu schützen. Als um 1440 die Plattenrüstung in Gebrauch kam, wurde ein Brustpanzer entwickelt, der mit Löchern überzogen war. Die Lochung diente der besseren Belüftung des Brustpanzers, um die Überhitzung des Trägers und übermäßige Schweißbildung zu verhindern. An der Brust und am Rücken liefen die geschobenen Bauchreifen zusammen und auf der Rückseite am Gesäß war ein Lederschurz angebracht.
Eine entsprechende Brust für das Kolbenturnier fand sich bei Ausgrabungen im Keller des Hauses Herbede an der Ruhr. Der Fund wird in die erste Hälfte des 15. Jhd. verwiesen und ist heute im LWL-Museum für Archäologie in Herne zu sehen. 

## Armzeug
Das Armzeug der Kolbenturnierrüstung bestand entweder aus Leder oder Stahl. Je nach Material, das zum Bau verwendet wurde, hatte es unterschiedliches Aussehen. War das Armzeug aus Leder, waren die Achseln kugelförmig gearbeitet und das Armzeug wie auch die Achseln mit starken Hanfstricken benäht, um das Armzeug zu verstärken. Die Handschuhe waren fingerlose Hentzen aus Leder und an der Oberseite der Hand sowie am Stulpen mit Metallscheiben verstärkt. Wurde vor dem Kolbenturnier ein Stechrennen abgehalten, wurde auf die linke Seite des Brustpanzers eine Renntartsche angebunden, deren Riemen um die Schulter und den Brustkorb lagen. Die Formen und das Material dieser Tartschen waren unterschiedlich: dreieckig, viereckig, konkav, mit schneckenförmig aufgerollten Enden, Holz mit Leder bezogen oder auch Eisenblech.